# New York (Schiff, 1914)
Die USS New York war ein Schlachtschiff der United States Navy, benannt nach dem Bundesstaat New York. Ihr einziges Schwesterschiff war die Texas. Die New York war Typschiff der gleichnamigen Klasse. Sie überstand zwei Weltkriege und zwei Atombombenexplosionen, bevor sie schließlich 1948 bei Zielübungen versenkt wurde.

## Geschichte
Die New York, benannt nach dem 11. Staat der USA, wurde am 11. September 1911 in der New York Naval Shipyard auf Kiel gelegt, am 30. Oktober 1912 vom Stapel gelassen und am 15. Mai 1914 unter dem Kommando von Thomas S. Rodgers in Dienst gestellt. Nach dem Tampico-Zwischenfall im April 1914 wurde die New York Ende April nach Veracruz in Mexiko beordert. Nach ihrer Ankunft am 4. Mai diente die New York als Flaggschiff für das Special-Service-Geschwader, das mit der Besetzung von Veracruz beauftragt war. Das Schlachtschiff blieb den größten Teil des Sommers vor Mexiko im Einsatz. Am 2. September wurde sie der 1. Division der Atlantikflotte zugeteilt. Ab dem 27. September operierte die New York von Hampton Roads aus und führte auf den Southern Drill Grounds bis zum 2. Oktober Übungen durch, bevor sie nach Tompkinsville zurückkehrte.
Nach ihrer Ankunft am 3. Oktober wurde sie zur Überholung in die New Yorker Marinewerft entsandt und zum Flaggschiff der Atlantikflotte ernannt. Nach dem Abschluss der Arbeiten unternahm die New York eine Probefahrt nach Rockland, Maine, und kehrte am 23. Oktober nach Tompkinsville zurück. Nach seiner Rückkehr in die New Yorker Marinewerft am 24. Oktober verließ das Schiff New York in Richtung Hampton Roads, wo es am 2. November eintraf. Den größten Teil des Novembers verbrachte die New York mit Übungen auf den Southern Drill Grounds und in der Umgebung von Hampton Roads. Am 30. November verließ sie das Gebiet und kehrte am 4. Dezember in die New Yorker Marinewerft zurück. Am 9. Januar 1915 wurde die New York erneut der 1. Division zugeteilt. Vom 19. bis 21. Januar nahm die New York an Übungen im Southern Drill Grounds teil. Anschließend traf das Schiff in Guantanamo Bay, ein, wo es an den jährlichen Geschütz- und Manöverübungen teilnahm. Am 2. April kehrte das Schiff nach Hampton Roads zurück. Am 7. Mai dampfte sie nach New York und am nächsten Tag ging sie im North River vor Anker. Nach Manövern vom 18. bis zum 26. Mai besuchte die New York Tompkinsville und lief am 27. Mai zur Überholung in die New Yorker Marinewerft ein.
Nach dem Abschluss der Arbeiten kehrte die New York am 2. September wieder nach Hampton Roads zurück. Für den Rest des Jahres nahm sie an Manövern und Übungen zwischen New York und Hampton Roads teil. Am 16. Januar 1916 stach sie mit Richtung Culebra in See und verbrachte die folgenden Monate mit der Durchführung des jährlichen Zyklus der Geschütz- und Manöverübungen in der Karibik. Am 10. April kehrte sie in die Heimat zurück und wurde nach ihrer Ankunft in New York am 15. Mai der 6. Division der Atlantikflotte zugeteilt. Am 21. Mai 1916 lief die New York nach Boston aus. Dort verbrachte das Schiff die folgenden Sommermonate mit Einsätzen vor der Küste Neuenglands. Ende August kehrte die New York wieder nach Hampton Roads zurück. Vom 2. Oktober bis zum 12. November wurde das Schiff erneut einer Überholung unterzogen. Nach einem kurzen Zwischenstopp in Tompkinsville kehrte das Schlachtschiff am 19. Dezember in die New Yorker Marinewerft zurück. Dort verblieb das Schiff bis zum Ende das Jahres.

### Erster Weltkrieg
Mit dem Kriegseintritt der USA am 6. April 1917 wurden die Militärübungen an Bord der New York verstärkt. Am 7. August wurde sie nach Tompkinsville verlegt und fuhr am nächsten Tag zum Ankerplatz der Flotte in Yorktown, wo sie am 9. August eintraf. Zehn Tage später lief das Schiff nach Port Jefferson aus. Von Mitte August bis zum 1. Oktober operierte die New York in den Gewässern um Long Island, um für künftige Kampfeinsätze zu trainieren.
Am 12. November 1917 wurde die New York, zusammen mit den Schlachtschiffen Florida, Wyoming und Delaware, als Schlachtschiffdivision 9 zusammengeführt. Diese sollte unter dem Kommando von Konteradmiral Hugh Rodman als Verstärkung für die britische Grand Fleet dienen. Nachdem die Schiffe bis zum 22. November einsatzbereit gemacht worden waren, verließ die New York zusammen mit dem Rest der 9. Schlachtschiffdivision am 25. November die USA in Richtung Europa. Nach ihrer Ankunft am 7. Dezember in Scapa Flow wurde die neunte Schlachtschiffdivision als 6. Schlachtgeschwader der Grand Fleet unterstellt.
Der Dienst der New York bestand ausschließlich aus Konvoi-Einsätzen, gelegentlichen Vorstößen zur Verstärkung des britischen Blockadegeschwaders und Manöver- sowie Geschützübungen in der Nordsee. Nach der Kapitulation Deutschlands am 11. November 1918 begleitete die New York zusammen mit dem 6. Schlachtgeschwader, bestehend aus der Texas, der Florida, der Wyoming und der Arkansas sowie dem Rest der Grand Fleet, die deutsche Hochseeflotte zur Internierung nach Scapa Flow. Anschließend wurde der amerikanische Verband nach Portland verlegt, wo er am 4. Dezember 1918 eintraf. Am 12. Dezember lief die New York zusammen mit der Texas aus, um Präsident Wilson an Bord des Truppentransporters George Washington auf dem Weg nach Frankreich zur Pariser Friedenskonferenz zu eskortieren. Nachdem die Eskorte am Mittag des 13. Dezember Brest erreicht hatte, kehrte die New York noch am gleichen Abend in die USA zurück. Die New York traf am ersten Weihnachtstag 1918 vor Ambrose Light ein und erreichte New York am folgenden Tag.

#### Washingtoner Flottenabkommen
Aufgrund des in der Washingtoner Flottenkonferenz von 1922 ausgehandelten Vertrages wurde der Bestand der US-Schlachtschiffe auf achtzehn begrenzt und der Bau von neuen Schlachtschiffen für die nächsten fünfzehn Jahre untersagt. Um dennoch weiterhin verteidigungsfähig zu bleiben, wurde die New York einer umfassenden Modernisierung unterzogen. Am 28. August 1926 lief die New York nach Norfolk, wo sie entsprechend den Vorschlägen des General Boards umgebaut wurde. Nachdem die Umbaumaßnahmen am 16. September 1927 beendet waren, stach sie am 10. Oktober für eine Erprobungsfahrt in die Karibik in See. Am 5. November kehrte das Schiff in die Marinewerft zurück, wo es weitere Wartungsarbeiten und Vorbereitungen für die Rückkehr an die Westküste durchlief. Am 1. Dezember verließ die New York Norfolk und machte am 22. Dezember in San Pedro fest. Nach der Rückkehr in ihre pazifische Heimat blieb sie bis weit in den Januar hinein im Hafen.

### Zweiter Weltkrieg
Nach dem Kriegseintritt der Vereinigten Staaten wurde die New York als Geleitschutz für Konvois nach Island und Großbritannien eingesetzt.

#### Nordafrika
Am 23. Oktober 1942 verließ die New York zusammen mit der Philadelphia Norfolk. Abgeschirmt von sechs Zerstörern erreichten das Schlachtschiff und der leichte Kreuzer am 7. November ihr Ziel Safi in Marokko. Am Morgen des 8. November um 4:30 Uhr eröffneten die Batterien am Eingang des Hafens von Safi das Feuer. Kurz darauf erwiderten die New York und die Philadelphia das Feuer und konnten mehrere Geschützbatterien zerstören. Mit der Landung des 47. Infanterieregiments der 9. US-Infanteriedivision in Safi wurde die New York Task Group (TG) 34.9 zugeteilt. Am 10. November wurde das Schiff nach Fedala abkommandiert, um die Operationen der Center Attack Group zu unterstützen. Am 13. November kehrte die New York in die Heimat zurück.

#### Pazifik

##### Iwo Jima
Die New York lichtete am 21. November 1944 den Anker, um an die Westküste zurückzukehren. Nach der Durchfahrt durch den Panamakanal traf sie am 6. Dezember in San Pedro ein.
Am 12. Januar 1945 brach die New York nach Ulithi auf, um sich den anderen schweren Einheiten der Pazifikflotte anzuschließen, die sich für den Angriff auf Iwo Jima formierten. Unterwegs verlor sie ein Blatt ihrer Backbordschraube, was ihre Höchstgeschwindigkeit auf dreizehn Knoten reduzierte. Um den Schaden zu begutachten und auf weitere Befehle zu warten, fuhr sie nach Eniwetok. Trotz beschädigter Schraube verließ sie Eniwetok nach einem zweitägigen Aufenthalt in Richtung Saipan, wo sie sich Task Force (TF) 54, bestehend aus der Idaho, der Tennessee, der Nevada, der Texas und der Arkansas, anschloss. Am 16. Februar gegen 7:00 Uhr erreichte TF 54 die Insel und nachdem sich der morgendliche Nebel gelichtet hatte, eröffneten die Schiffe das Feuer. Die New York wiederholte ihre Angriffe am 17. sowie am 18. Februar und verließ am 19. Februar die Insel in Richtung Ulithi.

##### Okinawa
Nach ihrer Ankunft in Ulithi lief die New York nach Manus Island, wo sie vom 28. Februar bis zum 19. März repariert wurde. Nach dem Ende der Arbeiten verließ sie Manus in Richtung der Ryukyu-Inseln, wo sie sich am 27. März 1945 erneut TF 54 anschloss. In den folgenden 76 Tagen nahm sie an der Bombardierung vor der Invasion teil, deckte die Landungen vor dem Flugplatz Yontan und leistete während des gesamten Feldzugs Nahunterstützung für den Vormarsch der Landungstruppen. Bis auf einen Kamikaze-Angriff am 14. März blieb das Schiff unversehrt. Nachdem ihre Kanonen durch den starken Beschuss verschlissen waren, wurde die New York am 11. Juni nach Pearl Harbor, entsandt wo sie in Vorbereitung auf die Operation Olympic, die geplante Invasion Japans, neue Geschützrohre erhalten sollte. Mit den Atombombenabwürfen und der anschließenden Kapitulation Japans am 15. August 1945 wurde die Operation schließlich gestoppt.

### Nachkriegszeit

#### Atomtests
Wegen ihres hohen Alters wurde die New York als Teilnehmerin an der Operation Crossroads den Atomtests im Bikini-Atoll auf den Marshallinseln ausgesucht, wo an ihr, als einem von mehreren Zielschiffen, die Auswirkungen von Atomexplosionen studiert werden sollten. Am 4. März 1946 verließ das Schiff zum letzten Mal New York und nahm Kurs auf die Westküste. Sie verließ San Francisco am 1. Mai und erreichte nach Zwischenstopps in Pearl Harbor und Kwajalein am 15. Juni Bikini, wo sie in der Lagune vor Anker ging. Mit dem Beginn von Test Able am 1. Juli 1946 befand sich die New York 1,3 km vom Bodennullpunkt entfernt. Die Explosion verursachte mäßige bis schwere Schäden, aber das Schiff blieb schwimmfähig. Da die Explosion nur eine minimale radiologische Verseuchung verursacht hatte, kehrte ein Teil der Mannschaft auf das Schiff zurück. Am nächsten Morgen war die gesamte restliche Besatzung wieder an Bord. Nach weiteren Tests kehrte ein Säuberungsteam am 5. August auf das Schiff zurück und begann mit der Dekontamination. Am 22. August wurde die New York nach Kwajalein geschleppt und am 20. August außer Dienst gestellt. Am 6. Juli 1948 wurde die New York vor Hawaii als Zielschiff versenkt.